# Venedigskolan (musik)
Venedigskolan inom musik avser flamländska och italienska tonsättare verkande i 1500-talets Venedig. Den hade sina rötter i nederländska skolan, och tävlade med romerska skolan.
Venedigskolan grundades av Adrian Willaert 1527 som arbetade som maestro di cappella i Markuskyrkan i Venedig. Rörelsen var viktig för utveckling av polyfonisk körteknik med bland annat ekoeffekter och mäktig klang. Skolan har även utvecklat 5-stämiga madrigaler a cappella med avancerad kromatik som ledde utvecklingen ifrån modala musikformer. Andrea Gabrieli och Claudio Merulo introducerade instrumentmusikformer som toccata, ricercar, canzona och sonata. Under sekelskiftet 1500/1600 hade tyska tonsättare som Jacobus Gallus (även känd som Handl), Michael Praetorius och Hans Leo Hassler stort inflytande, varav benämning Deutschvenezianer. Något senare kom Heinrich Schütz (c:a 1585 - 1672), elev till Giovanni Gabrieli, att bli den mest kände representanten den tysk-venetianska stilen.  
Företrädare:
- V Bell'Haver
- Jacques Buus
- Giovanni Croce
- Giovanni Gabrieli
- Andrea Gabrieli
- Claudio Merulo
- Annibale Padovano
- Cipriano de Rore
- Nicola Vicentino
- Adrian Willaert (grundare)
- Gioseffo Zarlino

Venedigskolan brukar även avse operatonsättare verkande i Venedig under 1600/1700-talet som:
- Claudio Monteverdi
- Francesco Cavalli
- Marc'Antonio Cesti